# Grigorij Tarasevič
Grigorij Arkad'evič Tarasevič (in russo Григорий Аркадьевич Тарасевич?; Omsk, 1º agosto 1995) è un nuotatore russo, specializzato nel dorso.

## Palmarès
- Mondiali

Budapest 2017: bronzo nella 4x100m misti.
- Mondiali in vasca corta

Windsor 2016: oro nella 4x50m misti e nella 4x100m misti.
- Europei

Londra 2016: argento nei 100m dorso e bronzo nei 50m dorso.
Glasgow 2018: argento nella 4x100m misti mista.
- Universiadi

Napoli 2019: oro nei 100m dorso, argento nei 200m dorso e nella 4x100m misti e bronzo nei 50m dorso.
- Mondiali giovanili

Dubai 2013: oro nei 50m dorso, argento nella 4x100m misti e bronzo nei 100m dorso.
- Europei giovanili

Poznań 2013: oro nei 50m dorso, nei 100m dorso e nella 4x100m misti e argento nei 200m dorso.

## International Swimming League
| Stagione 2020    |
| ---------------- |
| Tokyo Frog Kings |